# Hämagglutination

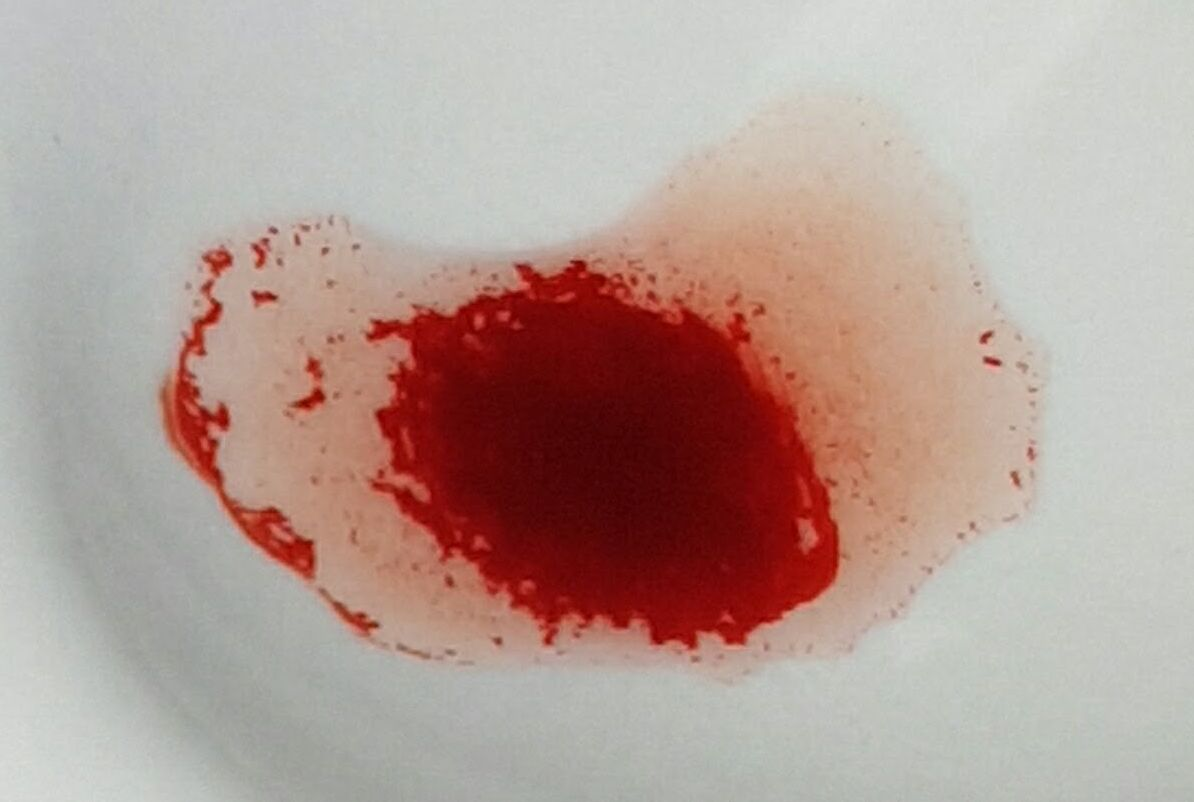
Agglutinationsreaktion

Hämagglutination (von griechisch Häm (αἷμα) „Blut“, und lateinisch agglutinare „anheften“) bedeutet eine sichtbare Verklumpung (Agglutination) von Erythrozyten. Man unterscheidet Hämagglutination aufgrund eines Lektins oder als Antigen-Antikörper-Reaktion.

## Hämagglutinine

### Phytohämagglutinine

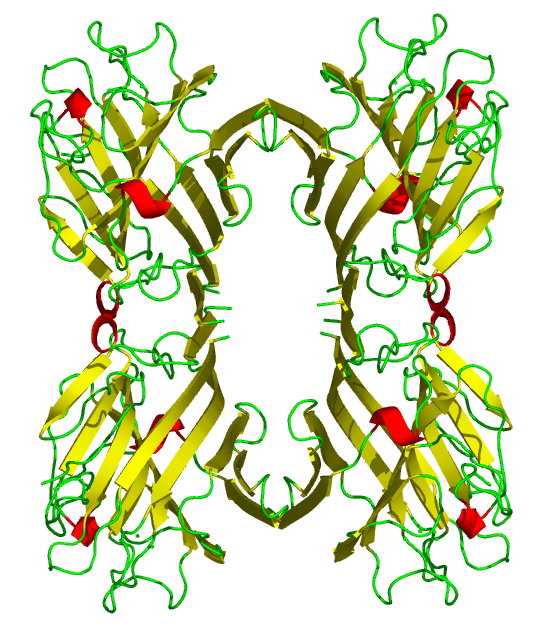
Phytohämagglutinin L (PHA-L)

Hämagglutination aufgrund eines PHA (Phytohämagglutinin oder Phytoagglutinin). Diese sind Lektine pflanzlicher Herkunft, welche Erythrozyten agglutinieren. Wichtige PHA sind die Phasine oder Phaseolamine, die z. B. in Gartenbohne oder Kichererbse vorkommen. Phasine werden als „sehr giftig“ eingestuft, werden aber zum größten Teil durch Kochen detoxifiziert.

### Fungale Hämagglutinine
Nicht nur Pflanzen, auch Pilze können Hämagglutinine enthalten. So z. B. der Kahle Krempling, früher ein beliebter Speisepilz, dessen Hämagglutinine zu starken Verdauungsbeschwerden führen können. Daher wird der Kahle Krempling heute zu den Giftpilzen gezählt und darf nicht mehr auf Märkten angeboten werden.

## Antigen-Antikörper-Reaktion
Bei einer Bindung eines Antikörpers an zwei Erythrozyten entsteht eine Quervernetzung (Präzipitation) zwischen den roten Blutkörperchen. Dieses Präzipität fällt sichtbar aus.

### Direkte Hämagglutination

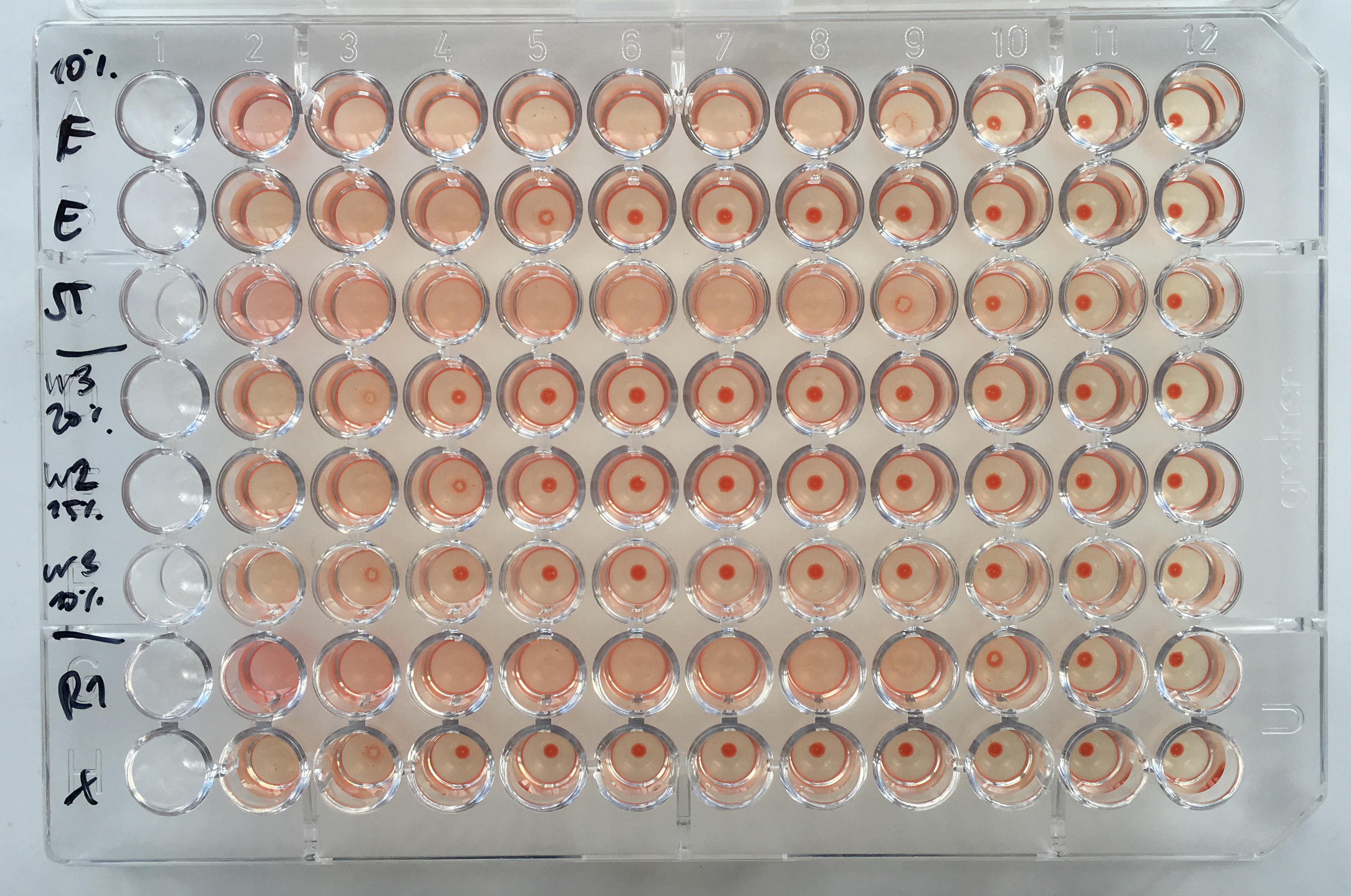
Hämagglutinationshemmtest von verschiedenen Influenza-Proben, von links nach rechts verdünnt

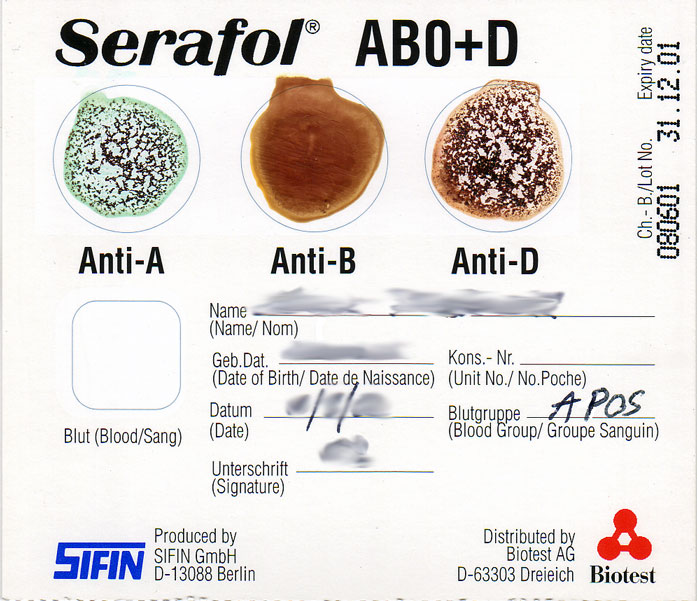
Deutlich sichtbare Verklumpung bei Anti-A und Anti-Rhesus-D, am Beispiel des für eine Bluttransfusion obligaten Bedside-Tests

An bestimmte Moleküle auf der Zelloberfläche der Erythrozyten binden spezifische Antikörper. Die direkte Hämagglutination spielt z. B. bei der Blutgruppen-Unverträglichkeit eine Rolle. Eine Person mit der Blutgruppe A trägt auf ihren Erythrozyten das entsprechende Molekül. Ihr Körper stellt keine Antikörper gegen dieses Antigen her. Eine zweite Person mit der Blutgruppe B hat jedoch in ihrem Blut Antikörper gegen dieses Blutgruppenmerkmal A. Wird jetzt Blut oder Serum der Person mit der Blutgruppe B der Person mit der Blutgruppe A übertragen, binden die Antikörper an die entsprechenden Antigene auf den Erythrozyten und es kommt zur Bildung von Immunkomplexen in den Blutgefäßen und damit zum Transfusionszwischenfall. Um dies zu vermeiden, wird vor einer Bluttransfusion (neben anderen Untersuchungen) auch ein Bedside-Test durchgeführt, bei dem das Blut des Empfängers mit entsprechenden Antikörpern untersucht wird und anhand der Agglutination die Blutgruppe erneut direkt vor der Transfusion bestimmt wird.

### Indirekte Hämagglutination
Es werden zunächst Antigene an der Oberfläche der Erythrozyten gebunden. An diese binden dann antigenhomologe Antikörper. Die indirekte Hämagglutination macht man sich bei serologischen Untersuchungen zunutze. Zum einen können bestimmte Krankheitserreger indirekt nachgewiesen werden, wenn die Erythrozyten mit spezifischen Antigenen beladen sind (z. B. Vi-Antigen bei Typhus, Latexhämagglutinationstest bei Lues).

## Anwendung in der Labordiagnostik
Beim Hämagglutinationshemmtest wird die Hemmung der Hämagglutination zwischen antigenbeladenen Erythrozyten und Antiserum durch eine Probe gemessen. Enthält diese viele der zu untersuchenden Antigene, fällt die Hämagglutination schwächer aus, da die Antikörper verstärkt an die freien Antigene der Probe binden und damit weniger zu einer Vernetzung der Erythrozyten beiträgt. Der Test wird auch zur Quantifizierung von Antikörpern gegen hämagglutinierende Viren (v. a. Influenza-Viren) verwendet. Werden Influenza-Viren Erythrozyten zugesetzt, so kommt es zu einer vollständigen Hämagglutination. Enthält das zu untersuchende Serum aber Antikörper gegen die Influenza-Viren, so wird eine Hämagglutination verhindert. Über Verdünnungsreihen, sog. Titrieren, kann die Menge an zu untersuchendem Serum ermittelt werden, das  eine Hämagglutination durch eine vorgegebene Virusmenge gerade noch verhindern kann. Diese wird als Hämagglutinationshemmtiter bezeichnet.